# Thomas Jensen (político)
Thomas Jensen (nascido em 19 de outubro de 1970, em Aarhus) é um político dinamarquês, membro do Folketing pelo partido político dos sociais-democratas. Ele foi eleito para o parlamento nas eleições legislativas dinamarquesas de 2007.

## Carreira política
Jensen foi eleito pela primeira vez para o parlamento nas eleições de 2007. Mais tarde foi reeleito nas eleições de 2011, 2015 e 2019, pelo Partido Social-Democrata.